# De kære Nevøer
De kære Nevøer er en dansk stumfilm fra 1914, der er instrueret af Alfred Cohn.

## Handling
Denne artikel mangler et handlingsreferat. Hjælp os med at skrive det.

## Medvirkende
- Philip Bech - James Carson, millionær
- Gunnar Sommerfeldt - Jack Lister, digter, Carsons nevø
- Lauritz Olsen - Kurt Harrison, maler, Carsons nevø
- Kai Lind - Frank Morris, billedhugger, Carsons nevø
- Else Frölich - Kissy Bobbs, Carsons veninde
- Johanne Fritz-Petersen - Darling, model
- Dagmar Kofoed
- Karen Christensen
- Franz Skondrup
- Charles Willumsen
- Ebba Lorentzen
- Camilla Bondesen
- Paula Ruff
- Oluf Billesborg
- Holger Syndergaard
- Ingeborg Jensen
- Volmer Hjorth-Clausen
- Johannes Ring
- Marie Dinesen
- Ingeborg Bruhn Bertelsen
- Ellen Fog